# Phora navigans
Phora navigans är en tvåvingeart som beskrevs av Georg von Frauenfeld 1867. Phora navigans ingår i släktet Phora och familjen puckelflugor. Inga underarter finns listade i Catalogue of Life.